# Васьково (Приморський район)
Васьково (рос. Васьково) — селище в Приморському районі Архангельської області Російської Федерації.
Населення становило 1137 осіб. Входить до складу муніципального утворення Лисестровське поселення.

## Історія
Від 2004 року входить до складу муніципального утворення Лисестровське поселення.

## Населення
| 2002 | 2010 | 2012  |
| ---- | ---- | ----- |
| 1240 | ↘989 | ↗1137 |